# Eupithecia hangayi
Eupithecia hangayi är en fjärilsart som beskrevs av András Vojnits 1977. Eupithecia hangayi ingår i släktet Eupithecia och familjen mätare. Inga underarter finns listade i Catalogue of Life.